# 汪藻

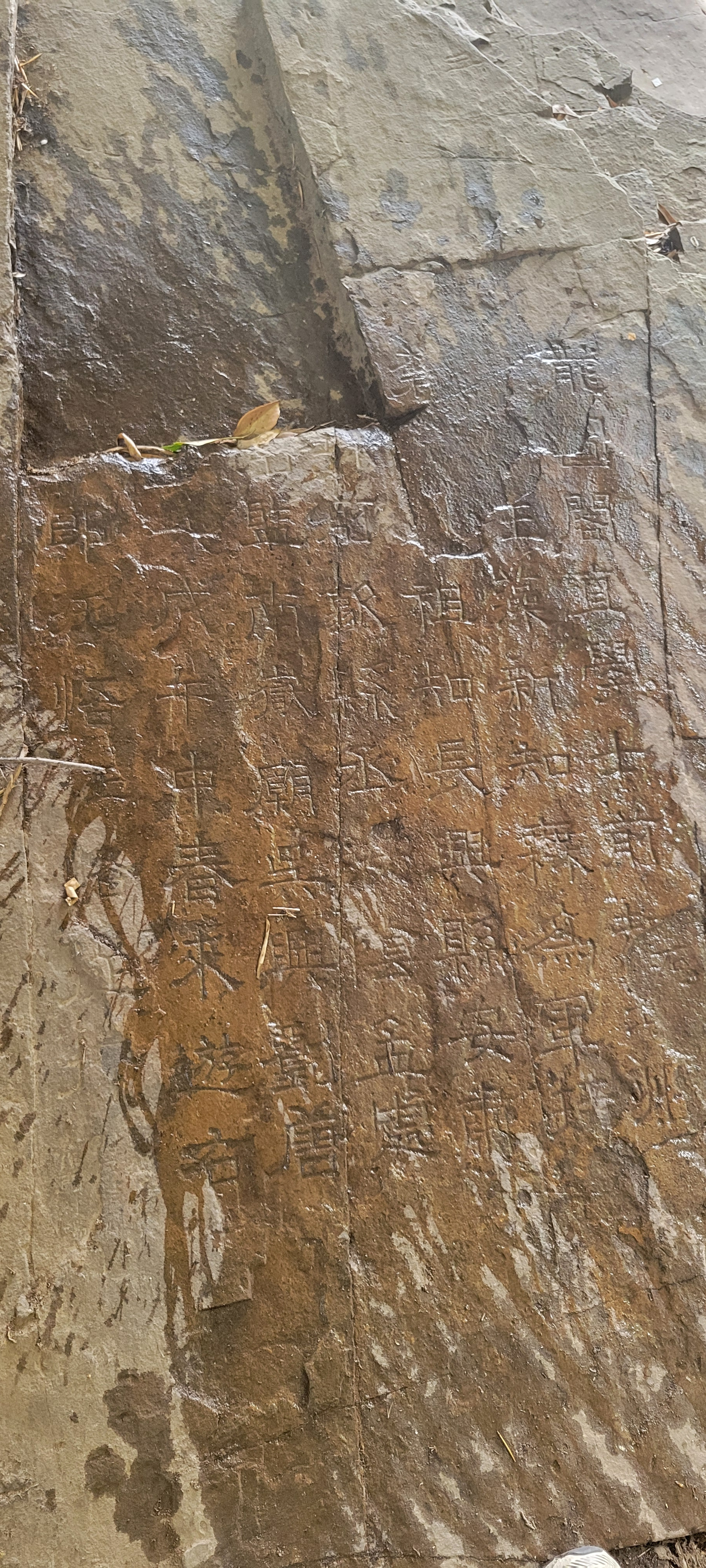
汪藻于长兴顾渚山霸王潭留下的题名：龙图阁直学士前知湖州□□汪藻、新知无为军括苍□□祖、知长兴县安肃张琮、前歙县丞汝阴孟处义、前监南岳庙吴兴刘唐稽。绍兴戊午中春来游，右承务郎汪悟、汪恪从行。

汪藻（1079年—1154年），字彦章。饶州德兴（今属江西）人。宋朝文学家。

## 生平
早年曾向徐俯、韩驹学诗，入太学，喜读《春秋左氏传》及《西汉书》。崇宁二年（1103年）霍端友榜进士，调婺州（今浙江金华一带）观察推官，再改知宣州（今安徽宣城县）教授。徽宗亲制“居臣庆会阁诗”，下令群臣獻詩，汪藻一人独领风骚，與胡伸俱有文名，時稱“江左二宝”。歷官著作佐郎，與王黼不和，提点江州太平观，終不得用。北宋时官至太常少卿、起居舍人。绍兴元年（1131年），除龙图阁直学士知湖州，擅长写四六文，诏令制诰皆出自其手。官至显谟阁大学士，封新安郡侯，为官清廉，“通显三十年，无屋庐以居。”，後知徽州，王黼貌美，汪藻曾戏之为“花木瓜”，後來王黼得勢，貶汪藻通判宣州。又知抚州（今江西临川）、泉州。绍兴十二年，秦桧子秦熺状元及第，汪藻作《贺宰相子状元及第启》以贺，有譏諷詞，秦桧恨之，指使御史对汪藻弹劾，落职永州，永不得还。绍兴二十四年（1154年），卒于永州。

## 身后
封新安郡侯。

## 作品
四库馆臣自《永乐大典》辑《浮溪集》三十六卷，《全宋詞》錄其詞四首。

## 家族
先世贯婺源，后移居德兴。父汪穀。

## 延伸阅读
[在维基数据编辑]
 《宋史/卷445》，出自脱脱《宋史》